# Maureen Flannigan
Maureen Flannigan (n. 30 decembrie 1973, Inglewood, California) este o actriță americană.

## Date biografice
Maureen a fost ca și copil singură la părinți. Ea a urmat școala Notre Dame High School în cartierul Sherman Oaks din Los Angeles. Pe urmă a studiat la University of Southern California. Maureen Flannigan a fost descoperită deja ca talent, când avea 11 ani. A jucat apoi câteva roluri secundare, ca să primească rolul principal în filmul serial TV "Out of This World".

## Filmografie
- 2011: 25 Hill - Maggie Caldwell
- 2010: Do Not Disturb - Sherry (segment "Duccios Madonna")
- 2009: 90210 - Leslie (2 episoade)
- 2008: The Moment - Janie
- 2007: Close to Home - Cindy Myers (1 episod)
- 2005: Starved - Amy Roundtree (4 episoade)
- 2005: Homecoming - Ashley
- 2004: Law & Order: Special Victims Unit - Louise (1 episod)
- 2004: A Day Without a Mexican - Mary Jo Quintana
- 2003: ER - Mrs. Gamble (1 episod)
- 2003: Short - Receptionist
- 2003: Book of Days - Frankie
- 2002: Written in Blood - Jude Traveller
- 2002: 7th Heaven - Shana Sullivan (22 episoade) 1998-2002
- 2001: Boston Public - Holly Carpenter (1 episod)
- 2000: At Any Cost - Chelsea
- 1998: Star Trek: Deep Space Nine - Mika (1 episod)
- 1998: Push - Erin Galway (5 episoade)
- 1997: Goodbye America - Angela
- 1996: Kindred: The Embraced - Ruth Doyle (1 episod)
- 1995: She Fought Alone - Abby
- 1994: Lifestories: Families in Crisis - Mia (1 episod)
- 1994: Last Resort - Sonja
- 1993: Northern Exposure - Miranda at Eighteen (1 episod)
- 1993: Teenage Bonnie and Klepto Clyde - Bonnie
- 1992: CBS Schoolbreak Special - Sherie (1 episod)
- 1987: Out of This World - Evie Ethel Garland  1987-1991  (96 episoade)
- 1988: High Mountain Rangers - Haley Dawkins (1 episod)
- 1985: Highway to Heaven - Sandy (1 episod)